# Nils Landgren

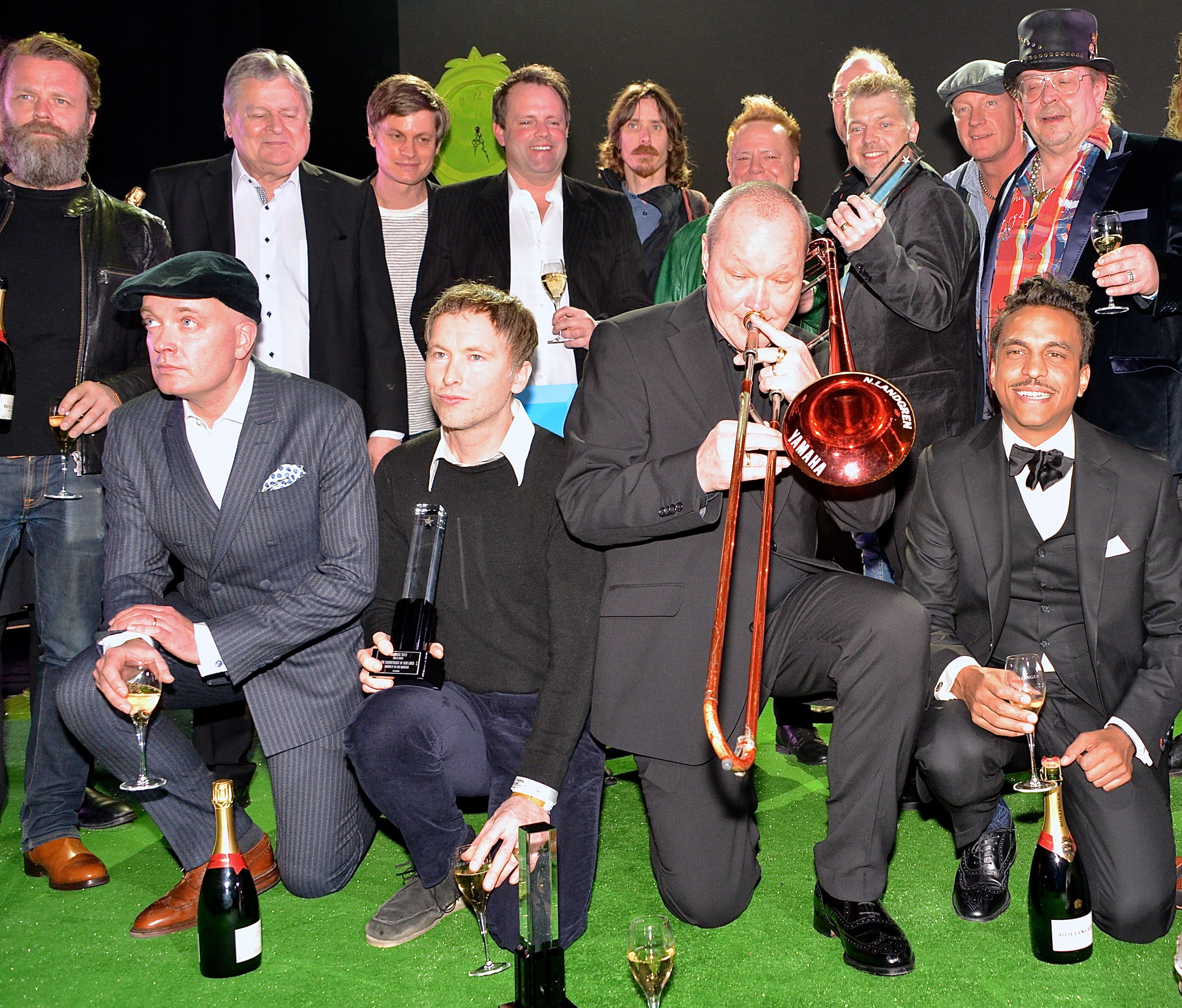
Nils Landgren som en av vinnarna på Grammisgalan 2013 på Cirkus, Stockholm.

Nils Lennart "Nisse" Landgren, född 15 februari 1956 i Degerfors i Värmland, är en svensk trombonist och sångare. Han är sedan 1979 gift med skådespelaren Beatrice Järås.

## Biografi
Nils Landgren började spela trummor vid sex års ålder, men vid 13 års ålder övergick han till trombon. Mellan 1972 och 1978 studerade han klassisk trombon vid musikskolan i Karlstad och Musikhögskolan Ingesund i Arvika. Där mötte han folkjazz-pionjären Bengt-Arne Wallin och även trombonisten Eje Thelin, som övertalade honom att gå från strikt klassiska studier till improvisation och att börja utveckla sitt eget synsätt.
Efter examen flyttade Landgren till Stockholm för att arbeta som professionell trombonist. Snart började han turnera med Björn Skifs band Blue Swede, som hamnade på första plats på de amerikanska poplistorna med "Hooked on a Feeling". År 1981 bjöd Thad Jones in Landgren att delta i hans nya storbandsprojekt "Ball of Fire" som ledande trombonist. Sedan dess har Nils Landgren varit involverad i många olika sorters musikprojekt: jazz och rock, soul och hip hop, storbandsframträdanden, och för hans egen del, minst 500 album inklusive sådana med stora internationella stjärnor som Abba, The Crusaders, Eddie Harris, Bernard "Pretty" Purdie, Wyclef Jean och Herbie Hancock. 
Han är/har varit professor vid musikhögskolan i Hamburg och vid musikkonservatoriet i Shanghai, samt hedersdoktor vid Karlstad universitet.
1983 släppte Landgren sitt debutalbum Planet Rock. 1985 fick Landgren spela in sin version av låten "Macken", skriven av Claes Eriksson, till TV-serien med "Macken" av Galenskaparna och After Shave. År 1988 sjöng Nils introlåten till den tecknade tv-serien Care Bears (Krambjörnarna), för visningarna på kanalen TV3. 
År 1992 skedde de första framträdanden och inspelningarna av Nils Landgrens "Unit". Hans genombrott utanför Skandinavien skedde 1994 – på Jazz Baltica Festival i Salzau i Tyskland, då "Unit" istället blev "Funk Unit".
Inför 2025 års firande av den internationella jazzdagen har Landgren inbjudits att medverka i den av Herbie Hancock ledda All-Star Global Concert som hålls den 30 april  i Abu Dhabi, Förenade Arabemiraten.

## Priser och utmärkelser
- 1987 – Svenska grammofonpriset för Miles from Duke med Bengt-Arne Wallin och storband
- 2002 – Thore Ehrling-stipendiet
- 2008 – Hedersdoktor vid Karlstads universitet[7]
- 2009 – "Årets Harry Arnold Stipendium" av Harry Arnold-sällskapet, Malmö
- 2010 – Musikexportprisets hederspris[8]
- 2011 – Ledamot av Kungliga Musikaliska Akademien[9]
- 2012 – ”Årets hederspris” på Grammisgalan[10]
- 2012 – Sir George Martin Music Award[11]
- 2013– SKAP:s hederspris
- 2015 – Jazzkatten, ”Årets Guldkatt”[12]
- 2016 – Medaljen för tonkonstens främjande[13]
- 2016 – Litteris et Artibus
- 2016 – Jan Johansson-stipendiet

## Diskografi
- 1983 – Planet Rock
- 1984 – Streetfighter
- 1985 – You're My Number One
- 1987 – Miles from Duke med Bengt-Arne Wallin
- 1989 – Chapter Two "1" med Johan Norberg
- 1989 – Follow Your Heart
- 1992 – Red Horn
- 1994 – Chapter Two "2" med Johan Norberg
- 1994 – Live in Stockholm med Funk Unit
- 1996 – Paint It Blue med Funk Unit
- 1996 – Gotland
- 1998 – Swedish Folk Modern med Esbjörn Svensson
- 1998 – Live in Montreux med Funk Unit
- 1999 – 5000 Miles med Funk Unit
- 1999 – Ballads
- 2001 – Layers of Light med Esbjörn Svensson
- 2001 – Fonk da World med Funk Unit
- 2002 – Sentimental Journey
- 2003 – I Will Wait for You med Rigmor Gustafsson
- 2004 – Funky Abba
- 2005 – Creole Love Call med Joe Sample
- 2006 – Christmas with My Friends
- 2007 – License to Funk med Funk Unit
- 2008 – Christmas with My Friends II
- 2010 – Funk for Life med Funk Unit
- 2011 – The Moon, the Stars and You
- 2012 – Christmas with My Friends III
- 2013 – Teamwork med Funk Unit
- 2014 – Eternal Beauty
- 2014 – Christmas with My Friends IV
- 2016 – Christmas with My Friends V
- 2016 – Some Other Time, A Tribute to Leonard Bernstein med Janis Siegel och Bochumer Symphoniker
- 2017 - Unbreakable med Funk Unit
- 2017 – New Eyes on Martin Luther med Jeanette Köhn, Knabenchor Hannover och Capella de la Torre
- 2018 – Christmas with My Friends VI
- 2019 – 4 Wheel Drive med Michael Wollny, Lars Danielsson och Wolfganf Haffner
- 2020 – Kristallen med Jan Lundgren
- 2020 – Christmas With My Friends VII
- 2021 – Nature Boy